# فرشاة سلكية

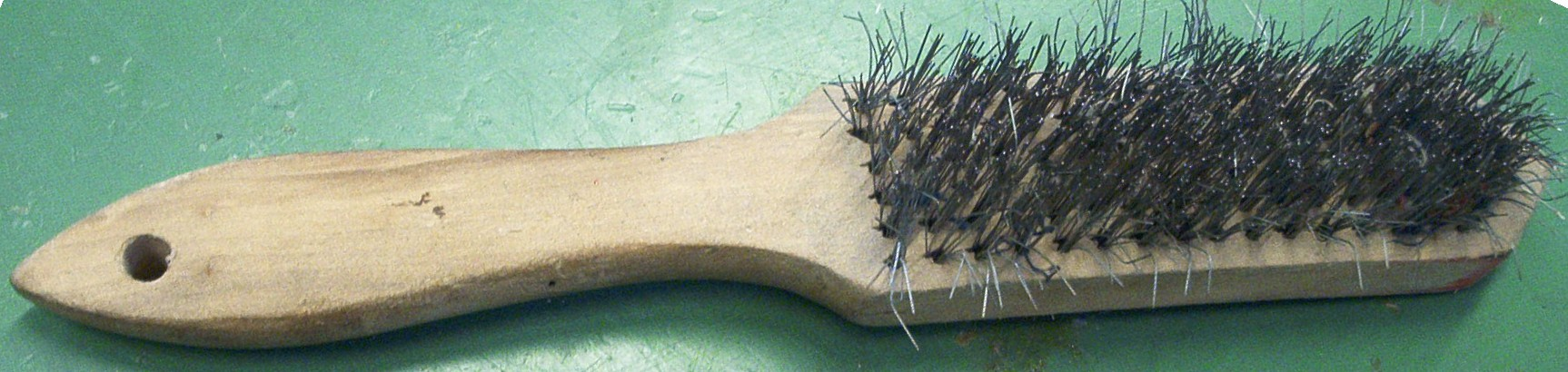
فرشاة سلكية

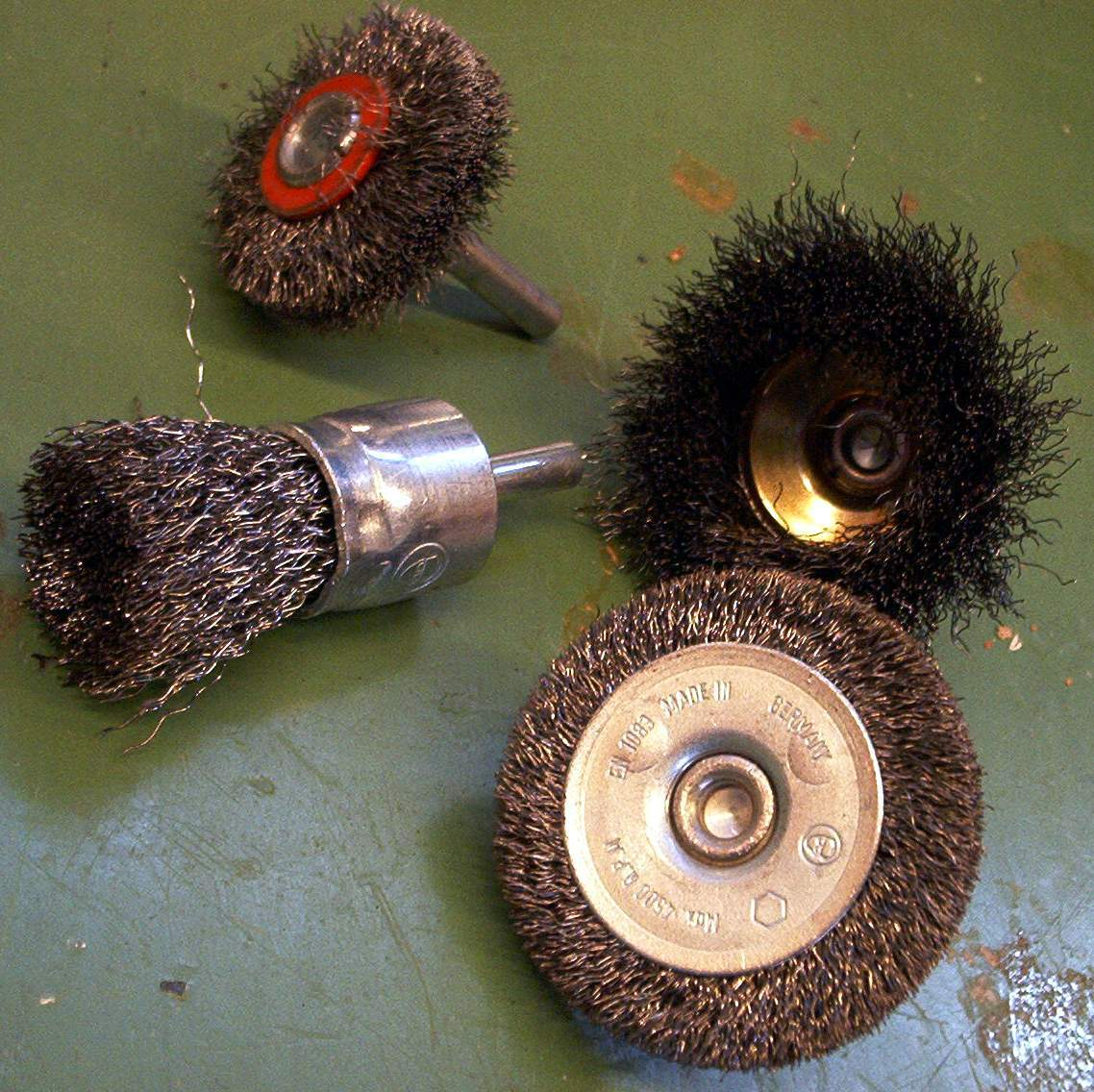
فرش سلكية مستديرة

فرشاة الأسلاك هي أداة تتكون من فرشاة شعيراتها مصنوعة من سلك، غالبًا سلك فولاذي. الفولاذ المستخدم هو عمومًا من النوع المتوسط إلى العالي الكربون، وهو صلب جدًا ومرن . تتميز الفرش السلكية الأخرى بشعيرات مصنوعة من النحاس أو الفولاذ المقاوم للصدأ ، اعتمادًا على الاستخدام. يمكن تثبيت الأسلاك في فرشاة سلكية باستخدام الإيبوكسي أو الدبابيس أو أي رابط آخر. تحتوي الفرش السلكية عادةً على مقبض من الخشب أو البلاستيك (للاستخدام اليدوي) أو يتم تشكيلها على شكل عجلة لاستخدامها في المطاحن الزاوية ، أو المطاحن ذات المقعد ، أو محركات الحفر ذات المقبض المسدس ، أو أدوات الطاقة الأخرى.

## تنظيف شواية الشواء
يوصي عدد من الجراحين بعدم استخدام الفرش السلكية لتنظيف شوايات الشواء. في بعض الحالات، تنكسر الشعيرات من الفرشاة ثم تترسب في الطعام المطبوخ على الشواية. قد يؤدي تناول هذه الشعيرات إلى ثقب الجهاز الهضمي.